# Сузан Хејвард
Сузан Хејвард (енгл. Susan Hayward) је била америчка глумица, рођена 30. јуна 1917. године у Њујорку, а преминула је 14. марта 1975. године у Холивуду (Калифорнија).

## Филмографија
| Улоге Сузан Хејвард |                          |               |       |          |
| Година              | Српски назив             | Изворни назив | Улога | Напомена |
| 1942.               | Пожањи дивљи ветар       |               |       |          |
| 1954.               | Деметријус и гладијатори |               |       |          |